# Marie-Sophie Masse
Marie-Sophie Masse, née en 1972, enseigne les langues, littérature et civilisation allemandes comme Maître de conférences à l’Université d'Amiens. Elle participe aux travaux de l'équipe de recherche TRAME.

## Travaux
Normalienne (École normale supérieure de Fontenay/Saint-Cloud), agrégée, docteur, elle est spécialiste du Moyen Âge allemand, en particulier du roman d'Antiquité et du roman arthurien de langue allemande. Ses recherches portent aussi sur les relations entre aire germanique et aire romane au Moyen Âge.
En juin 2007, elle a organisé à Amiens avec Anne-Pascale Pouey-Mounou le colloque Langue de l'autre, langue de l'auteur. Il s'agissait d'étudier les processus d'affirmation d'une identité linguistique et littéraire au XIIe et au XVIe siècle, dans les domaines français et allemand.
En 2008, elle a organisé avec Michel Paoli les deux Journées d'étude Une, deux, trois... zéro Renaissance(s) ? (le 1er avril et le 21 novembre), sur la validité et l'intérêt du concept de Renaissance employé pour désigner aussi bien certaines périodes du Moyen Âge que de la Renaissance.

## Publications
- La description dans les récits d'Antiquité allemands (fin du XIIe-début du XIIIe siècle). Aux origines de l'adaptation et du roman, Paris, Champion, coll. « Nouvelle Bibliothèque du Moyen Age », n° 68, 2004, 514 p.
- La Renaissance? Des Renaissances? (VIIIe – XVIe siècles), présentation de Marie-Sophie Masse, introduction de Michel Paoli, Paris, Klincksieck, 2010.